# Nicholas Alexandre Voboam II

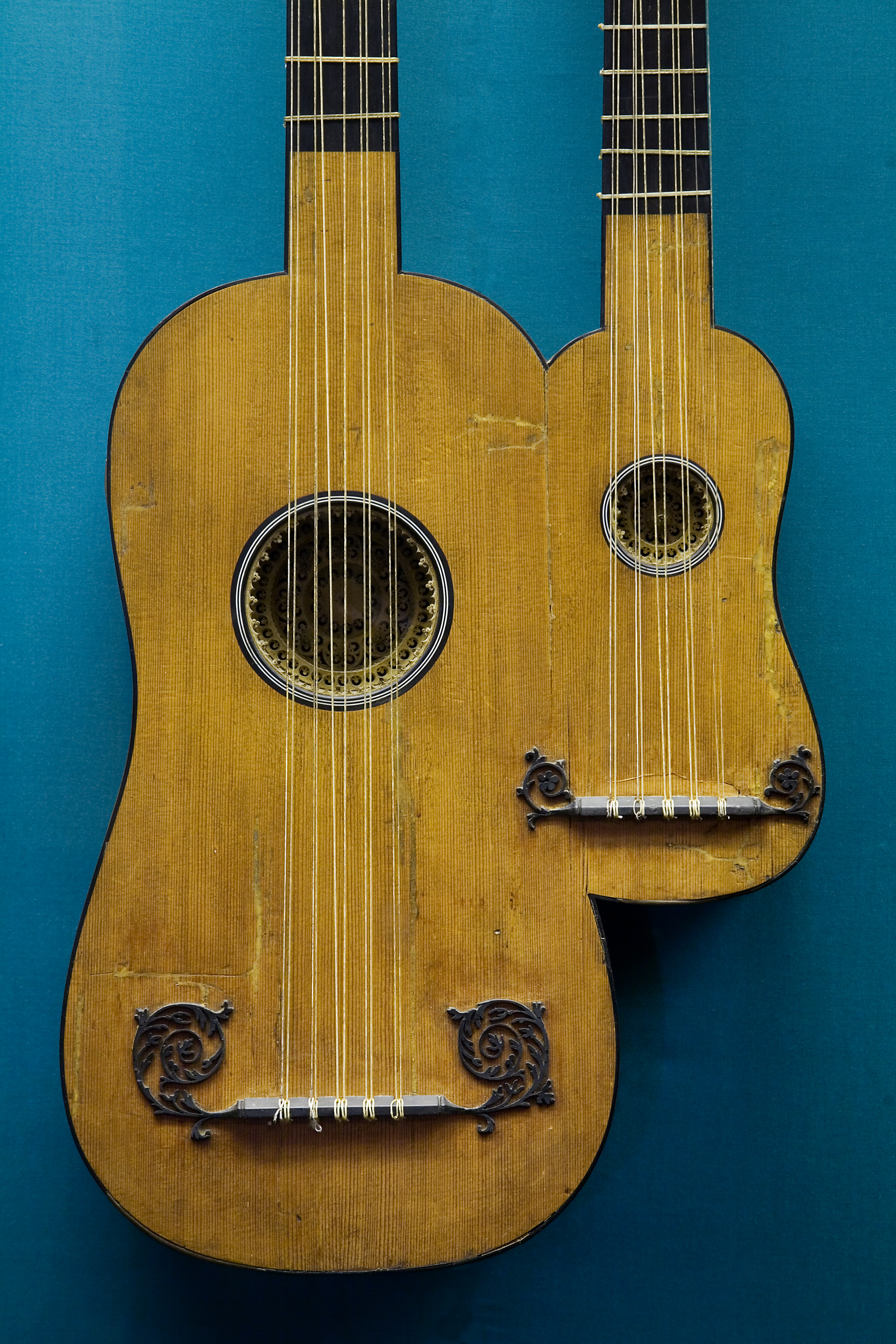
Guitare double par Alexandre Voboam, Paris, 1690

(Nicholas) Alexandre Voboam (1634/1646 - 1692/1704) est un  luthier français issu d'une famille parisienne renommée de fabricants d'instruments. Un total de 26 guitares baroques et deux violes de gambe signées ont été attribuées à la famille Voboam parmi lesquelles trois guitares portent la signature d'Alexandre Voboam et la date de 1652. Le musée de la musique conserve 10 de ces instruments.
Il est le fils du luthier René Voboam et le frère de Jean Voboam. Il a vécu rue des Arcis, à Paris et s'est marié avec Anne Bourdet le 19 janvier 1671,.
Les guitares d'Alexandre étaient tenues en haute estime durant sa vie et, un siècle plus tard, étaient encore considérées comme des instruments de référence.